# Einar Erici
Einar Erici (31. ledna 1885, Östergötland – 10. listopadu 1965) byl švédský lékař, expert na varhany a amatérský fotograf.

## Život a dílo
Einar Erici byl syn pastora z West Yorkshire, a na přání jeho rodičů studoval na doktora. Po studiích 35 let pracoval jako laryngolog se speicalizací na tuberkulózu v nemocnici ve Stockholmu a provozoval soukromou praxi až do roku 1963. Během služby na Gotlandu se rozvíjel jeho zájem o církevní stavby a církevní umění. Během cest v zemi navštívil četné kostely a fotografoval je, soubor snímků, který se dochoval, je vysoké technické kvality a má velkou vědeckou a historickou hodnotu.
Specializoval se na švédském varhany a jejich historii. Prováděl rozsáhlý archivní výzkum a získal poznatky o dosud neznámých varhanech a jejich stavitelích a sestavil soupis švédských varhan od doby před rokem 1850. Národní památkový ústav publikoval v roce 1946 první vydání této knihy.
Rozsáhlá kolekce Ericiových děl, které má Rada národního dědictví a Antikvární topografický archiv obsahuje kromě fotografií církevních staveb i stovky fotografií popisovaných jako fotografie „lidských charakterů“ nebo „typů lidí“. Na snímcích různých pracovníků a zaměstnanců jsou většinou starší muži s vousy. Mezi fotografiemi jsou portréty a obrazy lidí v přírodě, nebo při práci.
Einar Erici byl dopisujícím členem Královského institutu historie a památek, přidruženým členem hudební akademie a čestný doktorát z filozofie získal na Univerzitě v Uppsale.

## Galerie

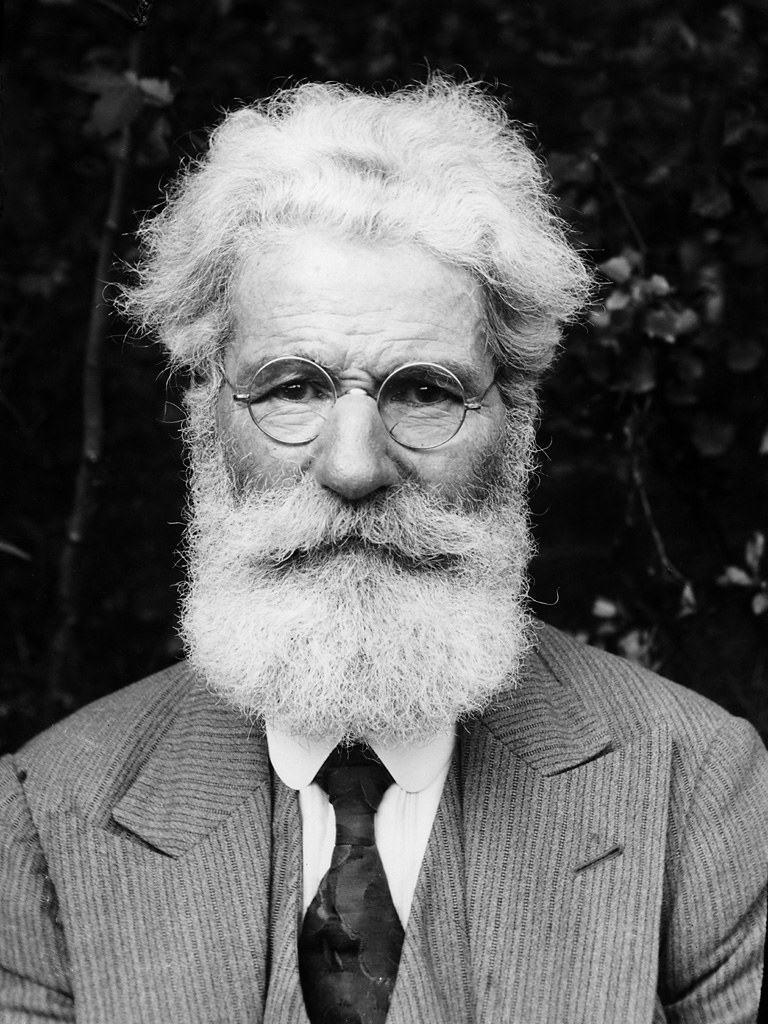
Horník Lars Erik Pettersson, Kopparberg, 1932
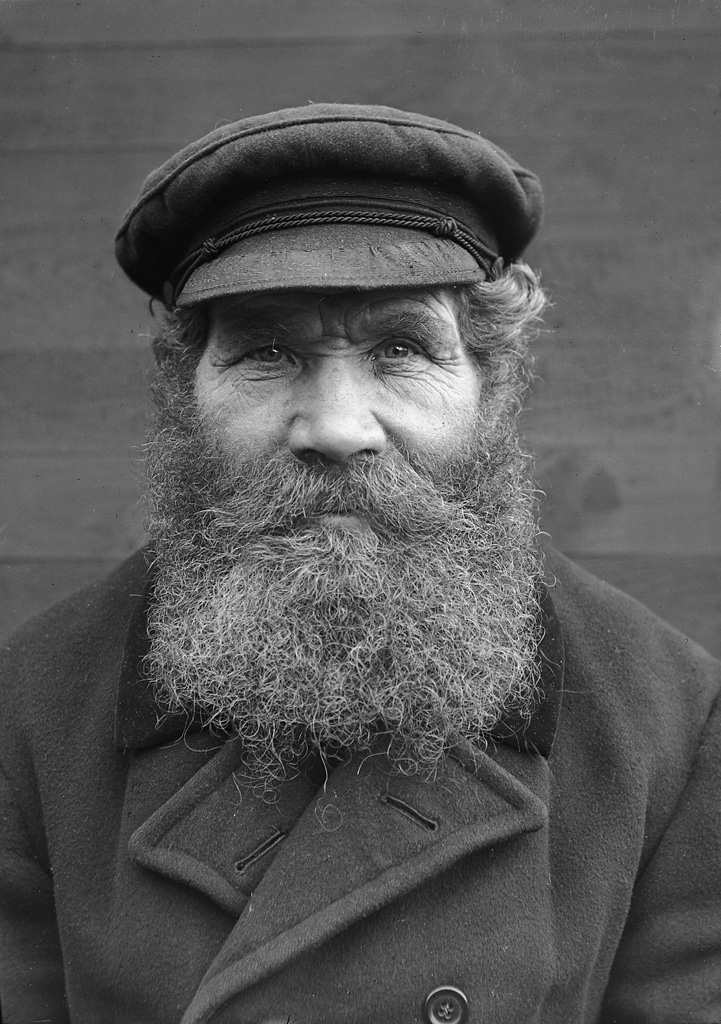
G. V. Gustafsson, Margretelund, Uppland
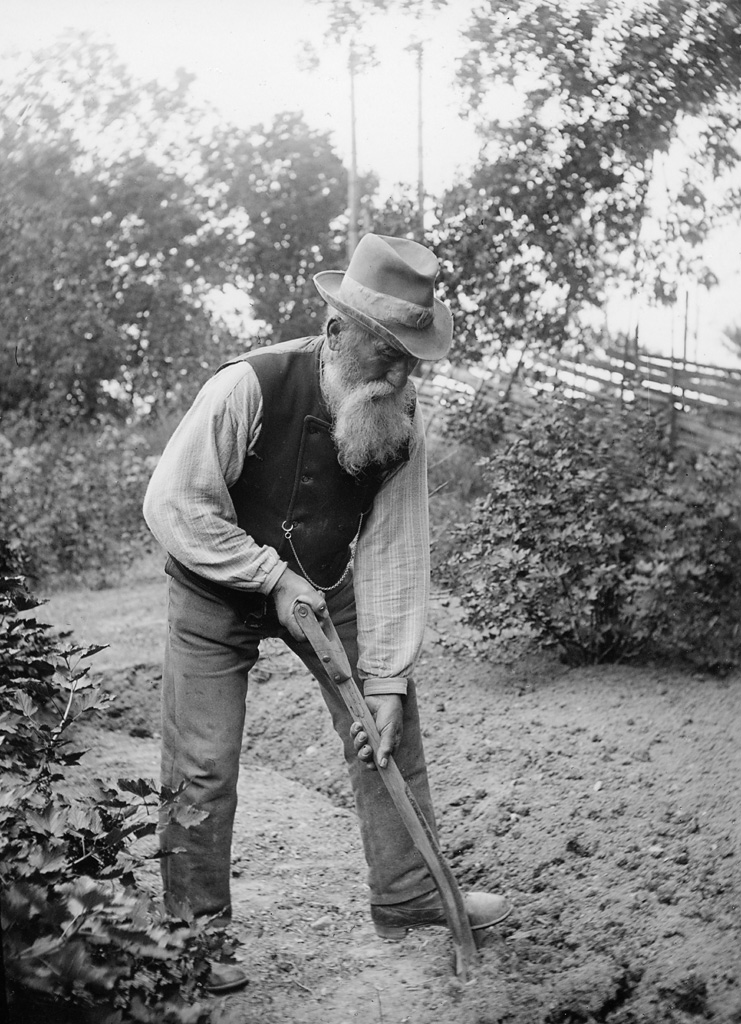
Rolník Wilhelm Fredriksson, 1934
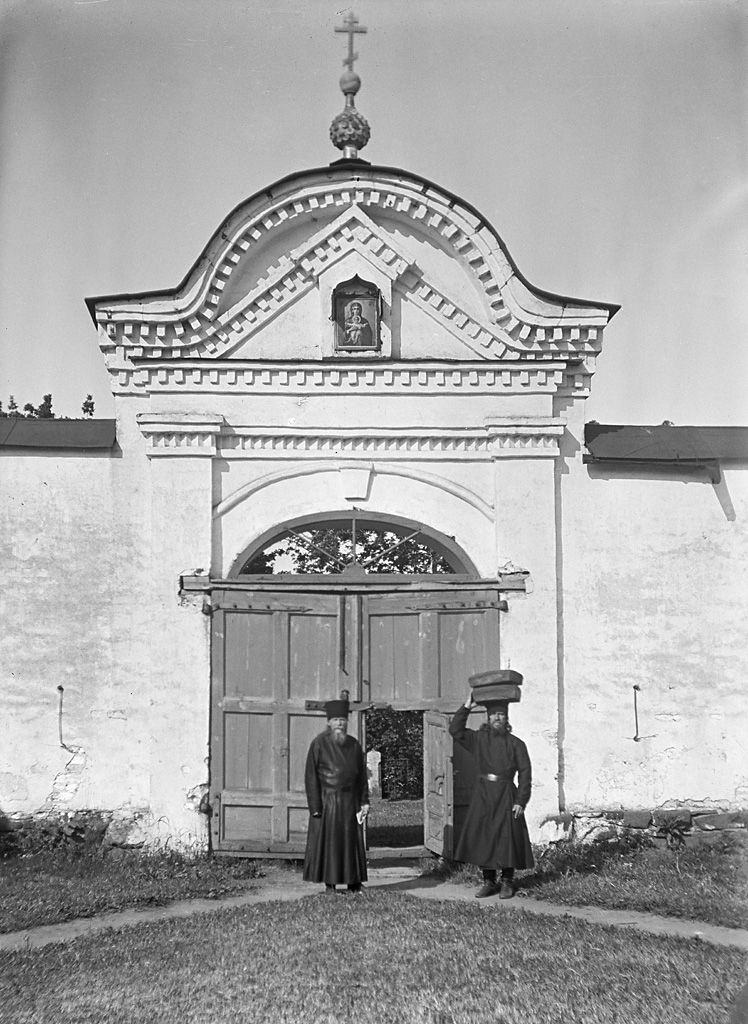
Mniši před branou kláštera, Valaam, 1930
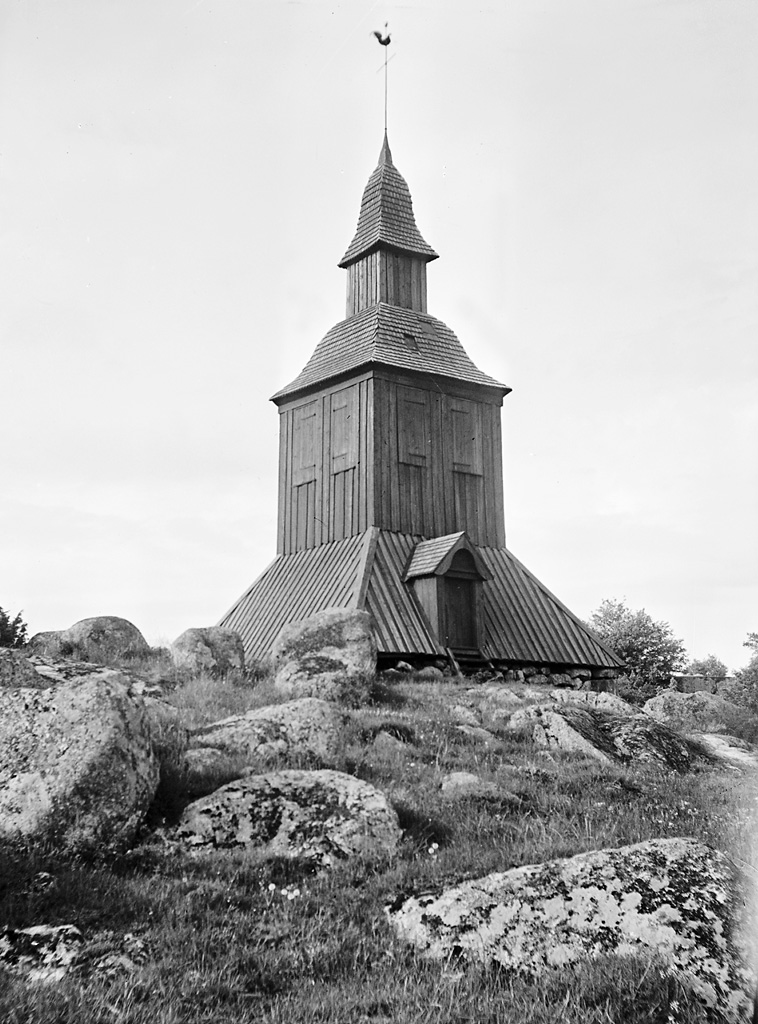
Zvonice, 1934
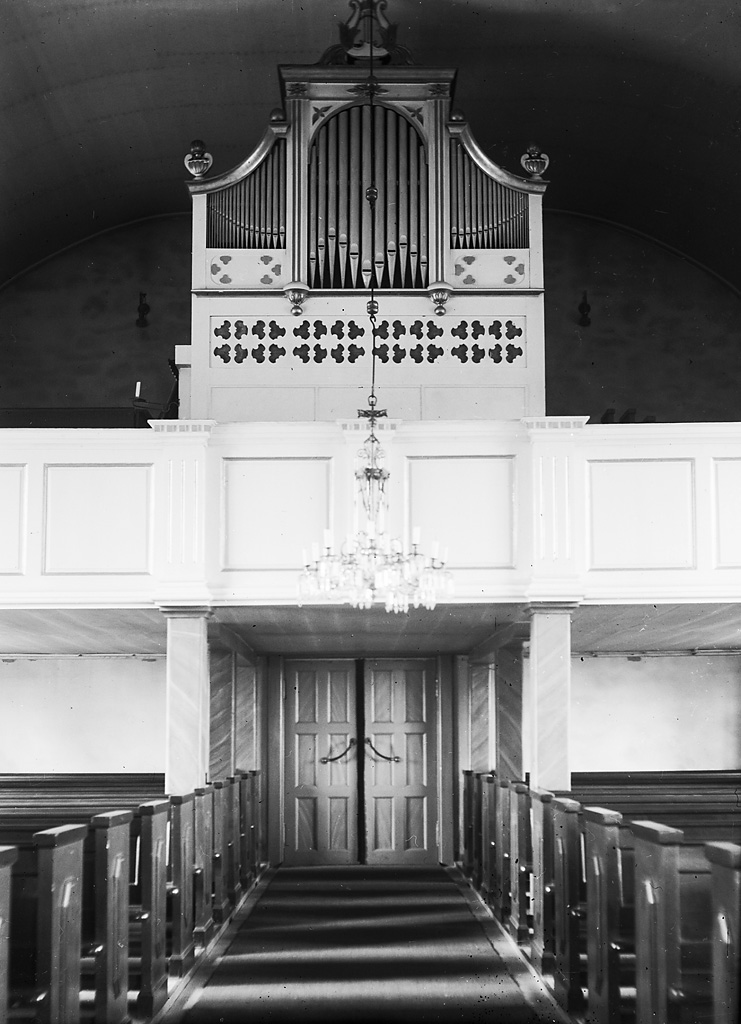
Varhany z roku 1877, Karleby, foto 1930-1940, skleněný negativ
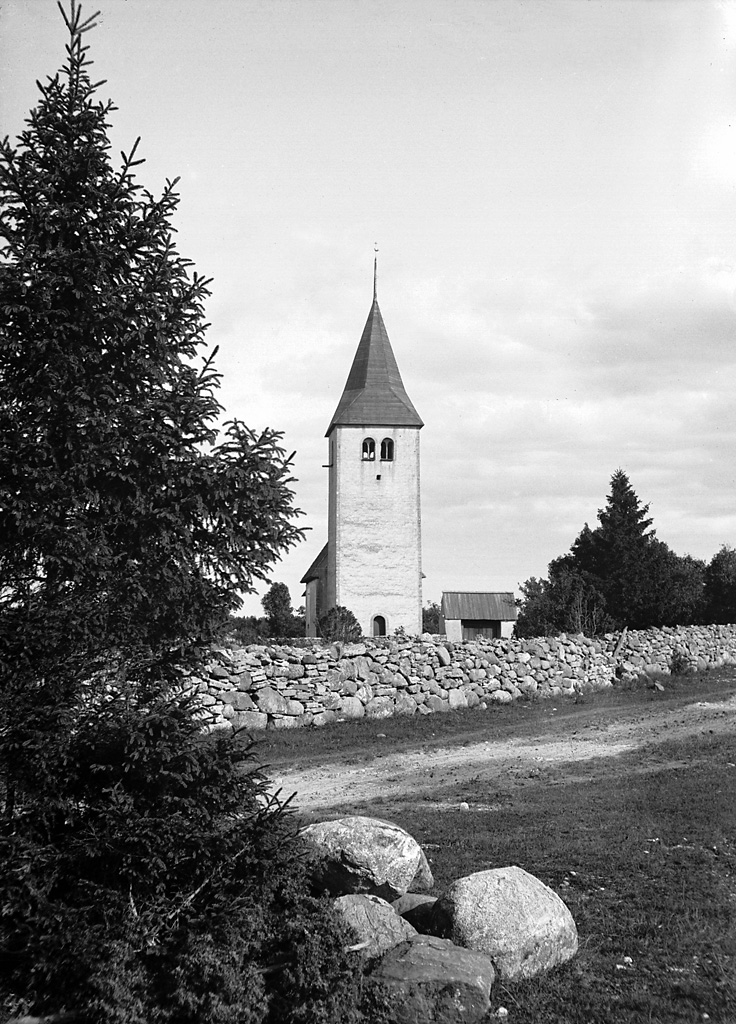
Kostel Viklau, Gotland
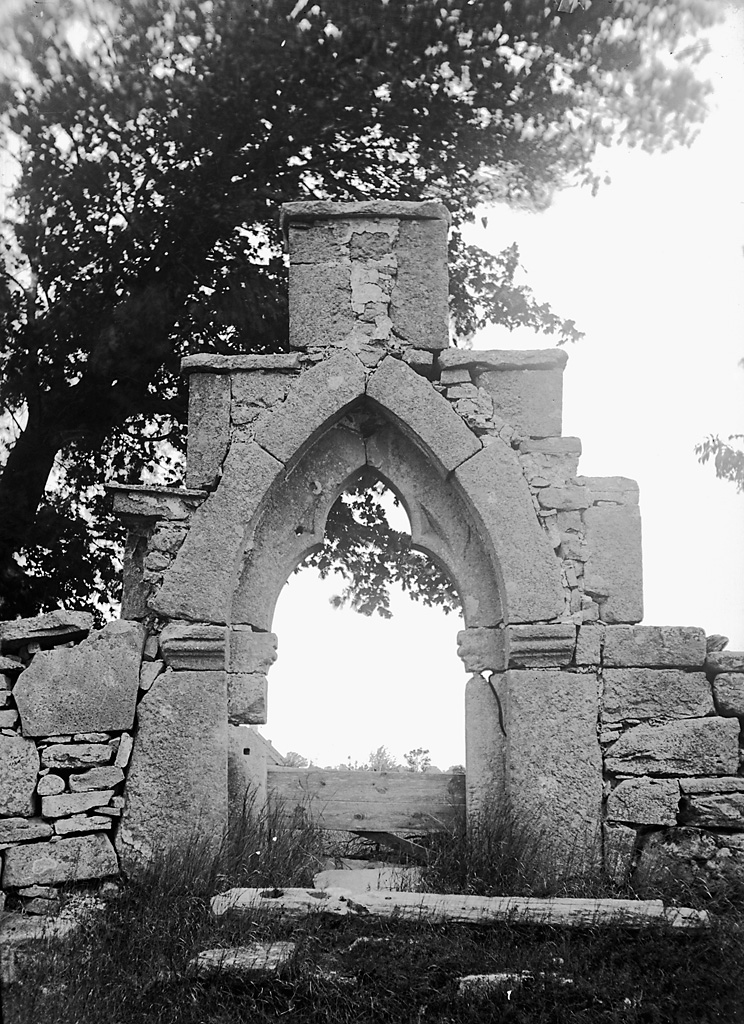
Portál ke kostelu, Fide, 1915